# H. H. Vice-President's Cup
La H. H. Vice-President's Cup (coneguda també com a Mohammad Bin Rashid International Cycling Cup) era una cursa ciclista professional d'un dia que es disputava a Dubai (Emirats Àrabs Units).. Es va crear el 2007, i va formar part de l'UCI Àsia Tour amb categoria 1.2.

## Palmarès
| Any  | Vencedor                       | Segon                | Tercer                   |
| ---- | ------------------------------ | -------------------- | ------------------------ |
| 2007 | Sun Jang Jae                   | Dong Hun Kim         | Khalid Ali Shambi        |
| 2008 | Badr Mohamed Mirza Bani Hammad | Mohammed Ali Ahmed   | Adil Jelloul             |
| 2009 | Ayman Ben Hassine              | Abdelbasset Hannachi | Omar Hasanein            |
| 2010 | Mouhssine Lahsaini             | Malcolm Lange        | Yousef Mirza Bani Hammad |